# Бенин на летних Олимпийских играх 1980
Бенин принимал участие в Летних Олимпийских играх 1980 года в Москве (СССР) во второй раз за свою историю, пропустив Летние Олимпийские игры 1976 года, но не завоевал ни одной медали. Сборную страны представляли 15 мужчин и 1 женщина.

## Бокс
Спортсменов — 7
| Спортсмен          | Категория | 1/32 финала          | 1/16 финала                | 1/8 финала               | 1/4 финала           | Полуфинал            | Финал                |
| Спортсмен          | Категория | Соперник и результат | Соперник и результат       | Соперник и результат     | Соперник и результат | Соперник и результат | Соперник и результат |
| ------------------ | --------- | -------------------- | -------------------------- | ------------------------ | -------------------- | -------------------- | -------------------- |
| Фирмин Абисси      | 54 кг     | -                    | Рышард Червиньски Пор КО 2 | Не прошёл                | Не прошёл            | Не прошёл            | Не прошёл            |
| Бартелеми Адукону  | 57 кг     | -                    | Анисет Самбо Поб DSQ 2     | Цачо Андриевски Пор КО 2 | Не прошёл            | Не прошёл            | Не прошёл            |
| Патрис Мартин      | 60 кг     |                      | Йордан Лесов Пор КО 2      | Не прошёл                | Не прошёл            | Не прошёл            | Не прошёл            |
| Орелин Аньян       | 63,5 кг   |                      | Патрисио Олива Пор RSC 1   | Не прошёл                | Не прошёл            | Не прошёл            | Не прошёл            |
| Пьер Сотуми        | 67 кг     |                      | Андрес Альдама Пор RSC 3   | Не прошёл                | Не прошёл            | Не прошёл            | Не прошёл            |
| Роже Уаньи         | 71 кг     |                      | Джексон Ривера Пор 0:5     | Не прошёл                | Не прошёл            | Не прошёл            | Не прошёл            |
| Этьен Локо Гбодоле | 75 кг     |                      | Кристер Корпи Пор DQ 2     | Не прошёл                | Не прошёл            | Не прошёл            | Не прошёл            |

## Лёгкая атлетика
Спортсменов — 9
Мужчины
| Спортсмен         | Вид            | Предварительный круг | Предварительный круг | Четвертьфинал | Четвертьфинал | Полуфинал | Полуфинал | Финал     | Финал     |
| Спортсмен         | Вид            | Результат            | Место                | Результат     | Место         | Результат | Место     | Результат | Место     |
| ----------------- | -------------- | -------------------- | -------------------- | ------------- | ------------- | --------- | --------- | --------- | --------- |
| Паскаль Ахо       | 100м           | 11,01                | 5                    | Не прошёл     | Не прошёл     | Не прошёл | Не прошёл | Не прошёл | Не прошёл |
| Паскаль Ахо       | 200м           | 22,09                | 5                    | Не прошёл     | Не прошёл     | Не прошёл | Не прошёл | Не прошёл | Не прошёл |
| Леопольд Унканрин | 400м           | 51,04                | 6                    | Не прошёл     | Не прошёл     | Не прошёл | Не прошёл | Не прошёл | Не прошёл |
| Адам Ассими       | 800м           | 1.59,9               | 6                    | Не прошёл     | Не прошёл     | Не прошёл | Не прошёл | Не прошёл | Не прошёл |
| Дамьен Дегбо      | 1500м          | 4.15,3               | 11                   | Не прошёл     | Не прошёл     | Не прошёл | Не прошёл | Не прошёл | Не прошёл |
| Амаду Алими       | 5000м          | 15.44,0              | 12                   | Не прошёл     | Не прошёл     | Не прошёл | Не прошёл | Не прошёл | Не прошёл |
| Теофил Уну        | Прыжки в длину | 7,07                 | 26                   | Не прошёл     | Не прошёл     | Не прошёл | Не прошёл | Не прошёл | Не прошёл |
| Анри Дагба        | Тройной прыжок | 14,27                | 18                   | Не прошёл     | Не прошёл     | Не прошёл | Не прошёл | Не прошёл | Не прошёл |
| Инусса Дангу      | Метание копья  | 63,56                | 17                   | Не прошёл     | Не прошёл     | Не прошёл | Не прошёл | Не прошёл | Не прошёл |

Женщины
| Спортсмен     | Вид  | Забег     | Забег | Четвертьфинал | Четвертьфинал | Полуфинал | Полуфинал | Финал     | Финал     |
| Спортсмен     | Вид  | Результат | Место | Результат     | Место         | Результат | Место     | Результат | Место     |
| ------------- | ---- | --------- | ----- | ------------- | ------------- | --------- | --------- | --------- | --------- |
| Эдвиг Банколь | 100м | 13,19     | 7     | Не прошла     | Не прошла     | Не прошла | Не прошла | Не прошла | Не прошла |